# Мартин, Памела Сью
Памела Сью Мартин (англ. Pamela Sue Martin; род. 5 января 1953, Хартфорд, Коннектикут) — американская актриса.

## Жизнь и карьера
Памела Сью Мартин родилась в Хартфорде, штат Коннектикут, и в семнадцатилетнем возрасте начала карьеру модели. Она дебютировала в 1972 году в фильме «Приключение «Посейдона»» и в последующие два десятилетия регулярно появлялась на экране. В 1978 году она позировала для журнала Playboy.
Мартин наиболее известна по своей роли Фэллон Кэррингтон Колби в прайм-тайм мыльной опере «Династия», где она снималась с 1981 по 1984 год. Она покинула шоу в финале четвёртого сезона по личным причинам, и её заменила актриса Эмма Сэммс. В следующем году она выступила в телешоу Saturday Night Live.
Памела Сью Мартин была замужем трижды, у неё есть ребёнок от последнего брака.

## Фильмография
- 1972 — Приключение «Посейдона»/The Poseidon Adventure
- 1973 — Девушки из дома Хантингтон/The Girls of Huntington House
- 1974 — Наше время/Our Time
- 1974 — Бастер и Билли/Buster and Billie
- 1978 — Людские чувства/Human Feelings
- 1979 — Дама в красном/The Lady in Red
- 1981—1984 — Династия/Dynasty (86 эпизодов)
- 1987 — Глаз демона/Bay Coven
- 1990 — Крик в глуши/A Cry in the Wild